# Gullský teriér
Gullský teriér (též pákistánský bulteriér, anglicky Gull Terrier) je pákistánské psí plemeno. Pochází z oblasti Paňdžábu a využívá se pro psí zápasy, lov i hlídání. Jeho blízkým příbuzným je anglický bulteriér; dokonce se pravděpodobně jedná o přímého předka gullského teriéra.

## Historie
V době Britského impéria dováželi Britové do tehdejší Indie (současný Pákistán, Indie a Bangladéš) vlastní psy: anglické bulteriéry. V Indii rychle získali na oblibě a byli dále kříženi s místními plemeny, z čehož vznikl gullský teriér, známý též jako pákistánský bulteriér. Původně se chovali pro souboje s býky nebo jinými psy, když ale byla tato zábava zakázána, začali se využívat především jako hlídači.

## Popis
Tito molossoidní (dogovití) psi jsou středně velcí, mají širokou hruď a velké vztyčené uši. Srst je normálně bílá, ačkoliv může být i s tmavými znaky.
Gullští teriéři jsou strážní psi, kteří jsou nedůvěřiví vůči cizincům. Mají vysoké sklony k agresivitě a silné ochranářské pudy, což z nich činí dobré ochránce lidí a majetku. I přesto jsou schopní s vlastní rodinou, včetně dětí, dobře vycházet. Není vhodné chovat je ve společnosti jiných (nepsovitých) domácích zvířat a pouštět k nim cizí děti.
Základní výchova i výcvik jsou nezbytností, stejně tak socializace, která předejde možnému agresivnímu chování. Jsou dobře cvičitelní a potřebují dostatek pohybu.

## Zdraví
Podobně jako angličtí bulteriéři, i gullští teriéři jsou náchylní k hluchotě a slepotě.